# Municipio de Greeley (condado de Saline)
El municipio de Greeley (en inglés: Greeley Township) es un municipio ubicado en el condado de Saline en el estado estadounidense de Kansas. En el año 2010 tenía una población de 833 habitantes y una densidad poblacional de 10,9 personas por km².

## Geografía
El municipio de Greeley se encuentra ubicado en las coordenadas 38°49′39″N 97°32′5″O / 38.82750, -97.53472. Según la Oficina del Censo de los Estados Unidos, el municipio tiene una superficie total de 76.42 km², de la cual 76.37 km² corresponden a tierra firme y (0.07%) 0.05 km² es agua.

## Demografía
Según el censo de 2010, había 833 personas residiendo en el municipio de Greeley. La densidad de población era de 10,9 hab./km². De los 833 habitantes, el municipio de Greeley estaba compuesto por el 96.88% blancos, el 0.72% eran afroamericanos, el 0.36% eran amerindios, el 0.36% eran asiáticos, el 0.12% eran isleños del Pacífico, el 0.12% eran de otras razas y el 1.44% pertenecían a dos o más razas. Del total de la población el 3% eran hispanos o latinos de cualquier raza.